# 千代田 (名古屋市)
千代田（ちよだ）は、愛知県名古屋市中区の地名。現行行政地名は千代田一丁目から千代田五丁目。住居表示実施。

## 地理
名古屋市中区南東部に位置する。東は千種区・昭和区、西は大須四丁目・上前津二丁目・富士見町・大井町・平和二丁目、北は栄五丁目・新栄一丁目および二丁目に接する。商業地域。

### 河川
- 新堀川（舞鶴橋・鶉橋・記念橋）[2]

## 歴史

### 地名の由来
当地が名古屋城下町から少し離れており、田園地帯を形成していたことにより田や松のつく地名が多かったことから、「老松の緑、田園の色濃く、千代よろず代かけて永遠に栄えるように」との願いを込めて命名されたものとされる。

### 沿革
- 1969年（昭和44年）10月21日 - 中区東陽町・西川端町・東川端町・松枝町・松元町・丸田町の各一部により千代田一丁目が、大池町・西松枝町・西川端町・東川端町・松枝町・松元町・丸田町の各一部により千代田二丁目が、大池町・七本松町・西川端町・東川端町・三田町・元田町の各一部により千代田三丁目が、大清水町・薮田町のそれぞれ全域および御器所町・七本松町・西川端町・東川端町・三田町・元田町の各一部により千代田四丁目がそれぞれ成立する[1]。
- 1974年（昭和49年）5月11日 - 三丁目に大池町の一部を編入する[1]。
- 1977年（昭和52年）10月23日 - 大池町・鶴舞町の各一部を三丁目に編入する[1]。また、板橋町・西松枝町・松枝町のそれぞれ全域および老松町・大池町・千早町・鶴舞町・西境町・丸田町・宮前町・養老町の各一部により千代田五丁目が成立し、同時に一丁目の一部が新栄一丁目に編入される[1]。

## 世帯数と人口
2019年（平成31年）2月1日現在の世帯数と人口は以下の通りである。
| 丁目         | 世帯数    | 人口     |
| ------------ | --------- | -------- |
| 千代田一丁目 | 876世帯   | 1,292人  |
| 千代田二丁目 | 2,481世帯 | 3,605人  |
| 千代田三丁目 | 2,975世帯 | 4,642人  |
| 千代田四丁目 | 1,589世帯 | 2,887人  |
| 千代田五丁目 | 1,506世帯 | 2,259人  |
| 計           | 9,427世帯 | 14,685人 |

### 人口の変遷
国勢調査による人口の推移
| 1970年（昭和45年） | 7,545人  | [ 4 ]     |  |
| 1975年（昭和50年） | 6,755人  | [ 4 ]     |  |
| 1980年（昭和55年） | 7,516人  | [ 5 ]     |  |
| 1985年（昭和60年） | 8,578人  | [ 5 ]     |  |
| 1990年（平成2年）  | 8,981人  | [ 6 ]     |  |
| 1995年（平成7年）  | 9,362人  | [ 7 ]     |  |
| 2000年（平成12年） | 9,964人  | [ WEB 6 ] |  |
| 2005年（平成17年） | 11,135人 | [ WEB 7 ] |  |
| 2010年（平成22年） | 12,516人 | [ WEB 8 ] |  |
| 2015年（平成27年） | 14,464人 | [ WEB 9 ] |  |

## 学区
市立小・中学校に通う場合、学校等は以下の通りとなる。また、公立高等学校に通う場合の学区は以下の通りとなる。
| 丁目         | 小学校                                                       | 中学校                                      | 高等学校 |
| ------------ | ------------------------------------------------------------ | ------------------------------------------- | -------- |
| 千代田一丁目 | 名古屋市立老松小学校                                         | 名古屋市立白山中学校                        | 尾張学区 |
| 千代田二丁目 | 名古屋市立老松小学校                                         | 名古屋市立白山中学校                        | 尾張学区 |
| 千代田三丁目 | 名古屋市立橘小学校 名古屋市立老松小学校                      | 名古屋市立伊勢山中学校 名古屋市立白山中学校 | 尾張学区 |
| 千代田四丁目 | 名古屋市立橘小学校 名古屋市立平和小学校 名古屋市立老松小学校 | 名古屋市立伊勢山中学校 名古屋市立白山中学校 | 尾張学区 |
| 千代田五丁目 | 名古屋市立老松小学校 名古屋市立千早小学校                    | 名古屋市立白山中学校                        | 尾張学区 |

## 交通
- 空港線（名古屋市道堀田高岳線）[2]
- 若宮大通[2]
- 大須通
- JR中央本線・名古屋市営地下鉄鶴舞線 鶴舞駅[2]

## 施設

### 千代田一丁目
- 名古屋市中土木事務所[2]
- 名古屋市上下水道局堀留水処理センター[2]
- 名古屋市立老松小学校[2]
- 老松公園[2]

1968年（昭和43年）4月1日供用開始。

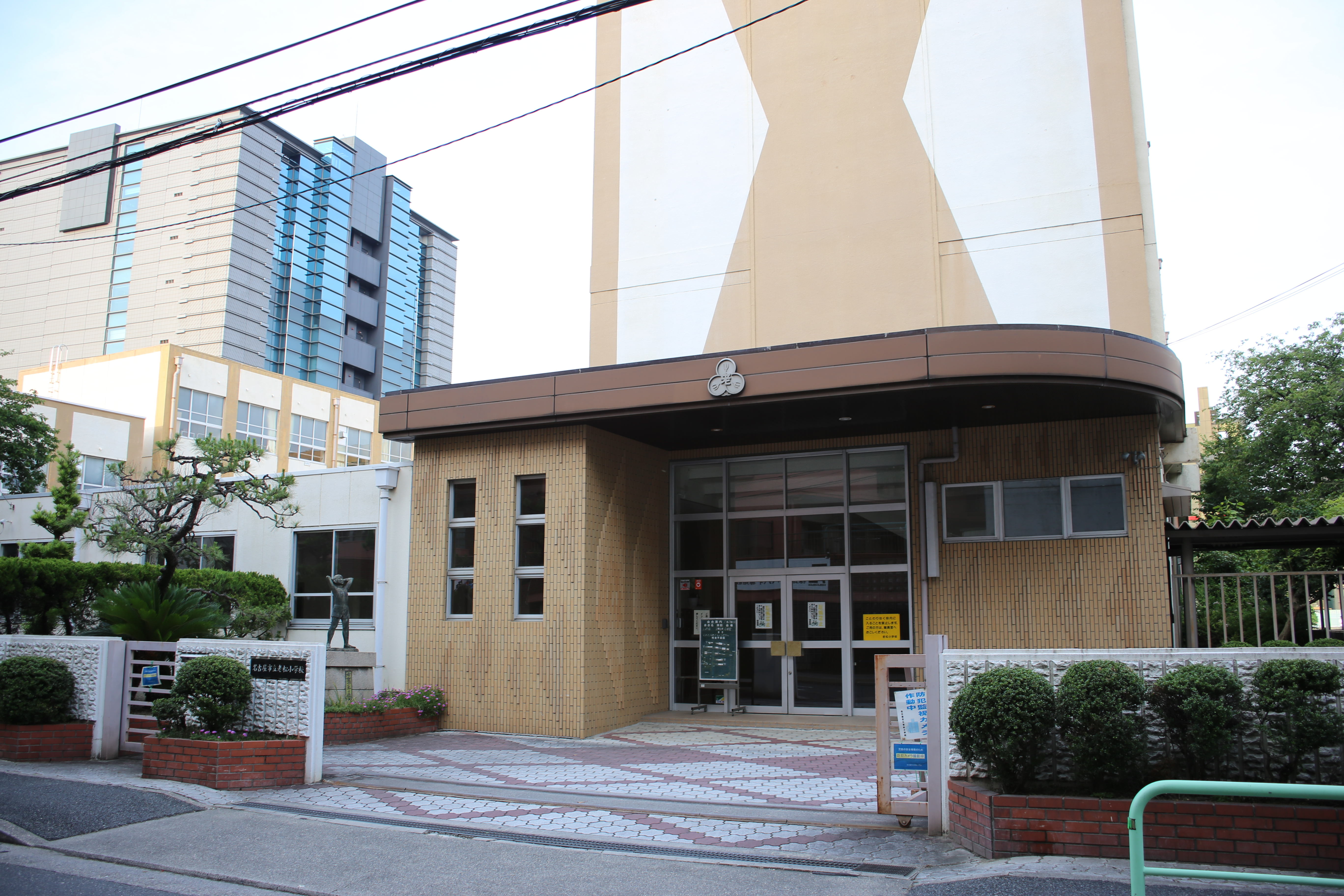
名古屋市立老松小学校（2015年5月）

### 二丁目
- 愛知県警察中警察署[2]
- 名古屋鶴舞郵便局[2]
- 名古屋通信ビル[2]
- エフエム愛知[2]
- 三菱UFJ銀行鶴舞支店
- 岡崎信用金庫大池町支店[2]

1969年（昭和44年）3月1日、東海商工信用組合併合により大池町5丁目（のち千代田三丁目）に岡崎信用金庫大池町支店として開設。1975年（昭和50年）11月25日、千代田二丁目に新築移転。
- 八神製作所
- 大池公園[2]

1963年（昭和38年）4月1日供用開始。
- 真宗大谷派善勝寺[2]
- 福恩寺[2]
- 浄土宗西山禅林寺派清水寺[2]

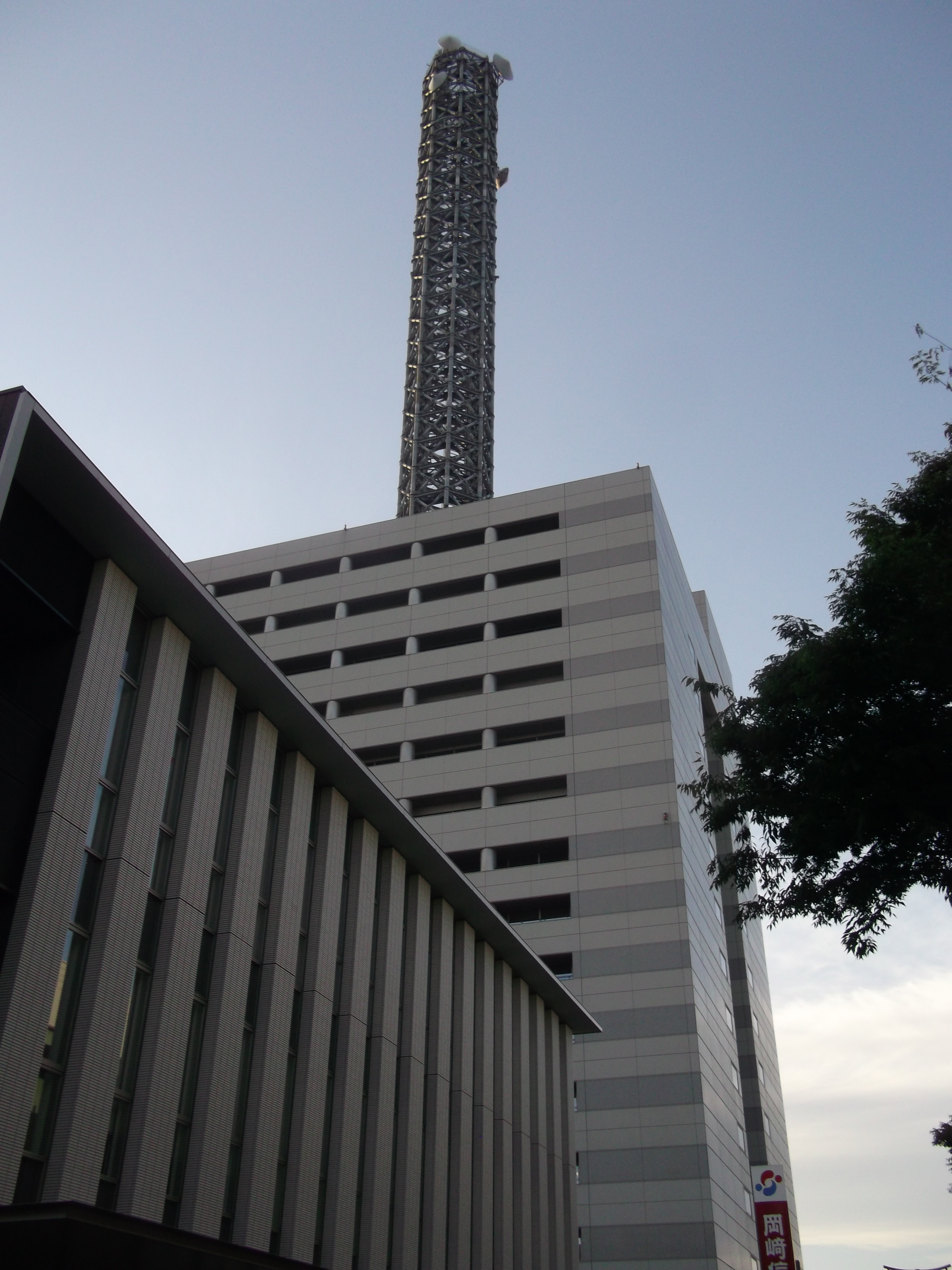
中部電力千代田ビル（2014年5月）
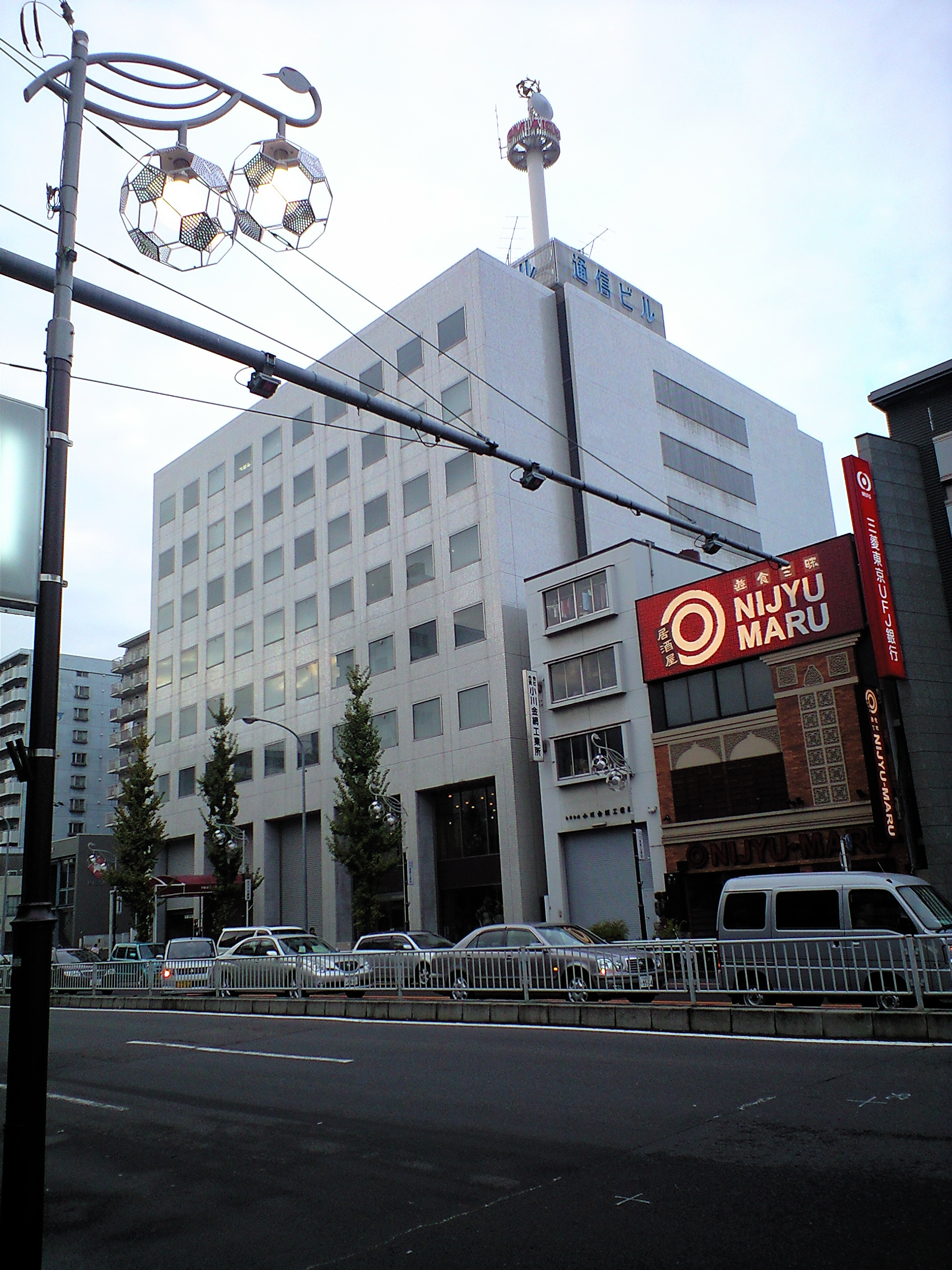
名古屋通信ビル
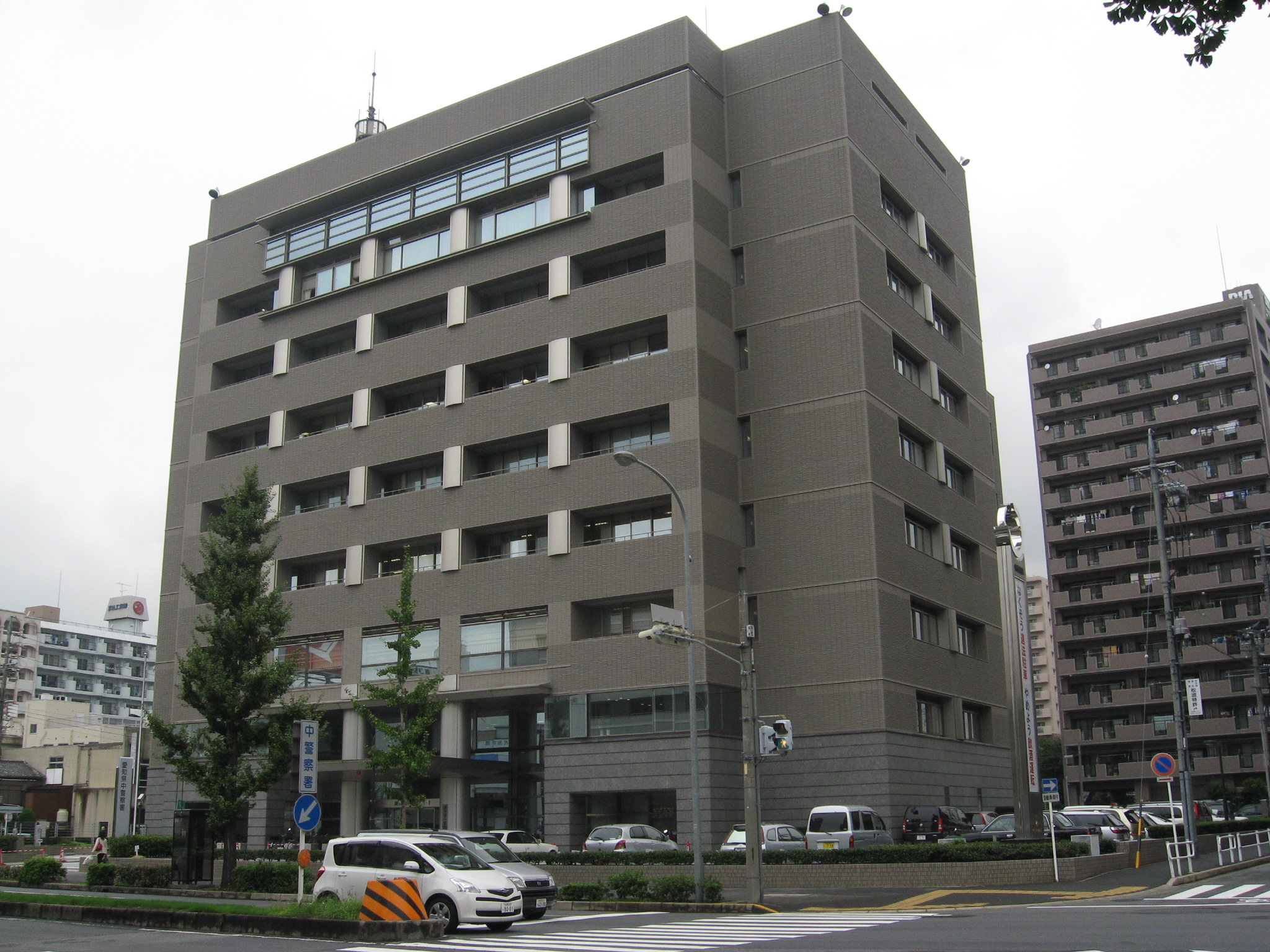
中警察署
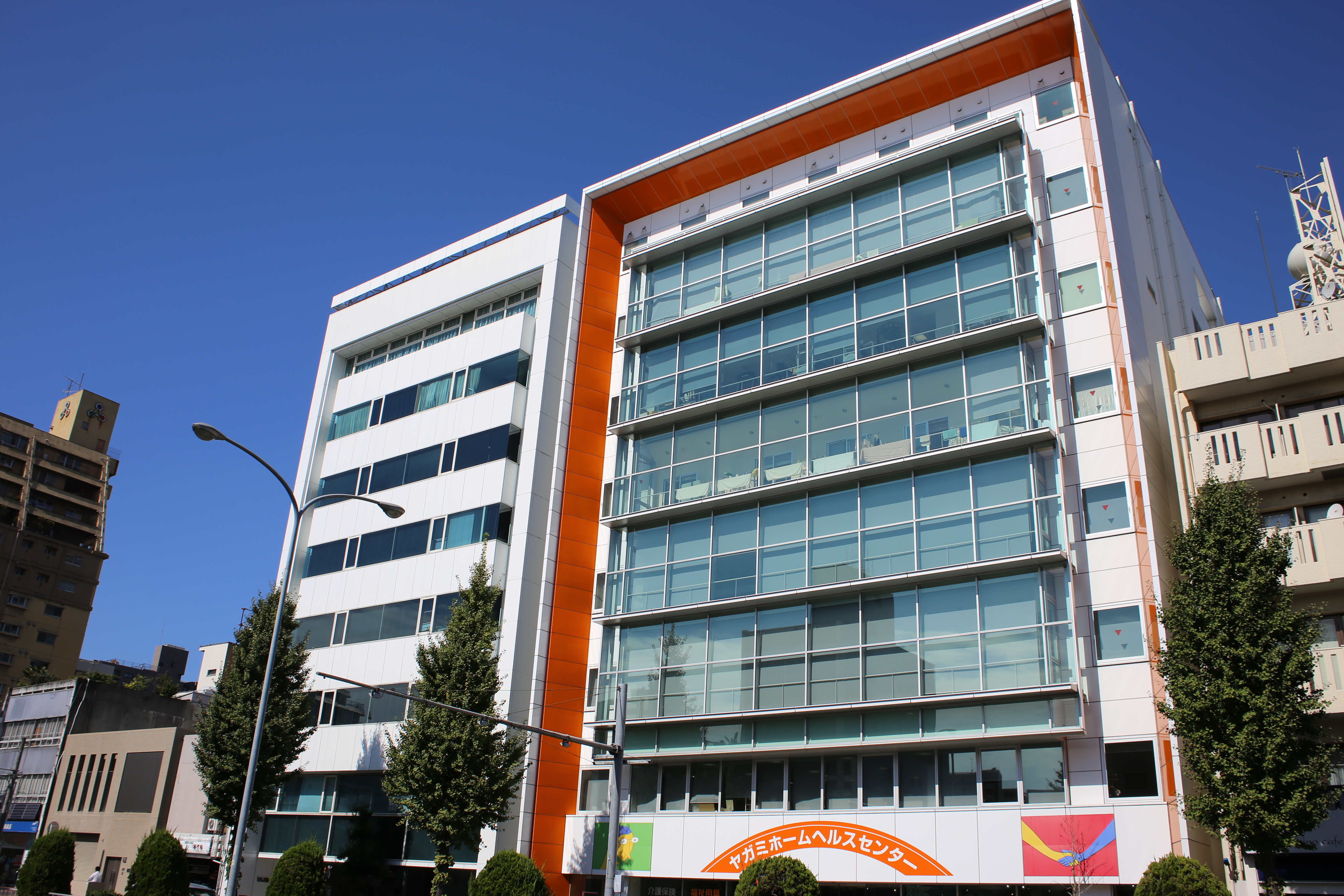
八神製作所（2015年10月）

### 三丁目
- 横山記念病院[2]
- 都市再生機構七本松アパート[2]
- 七本松神社[2]
- 曹洞宗乗円寺[2]
- あいち銭湯資料館（愛知県公衆浴場組合2F）[WEB 13]
- 七本松公園

1987年（昭和62年）4月1日供用開始。

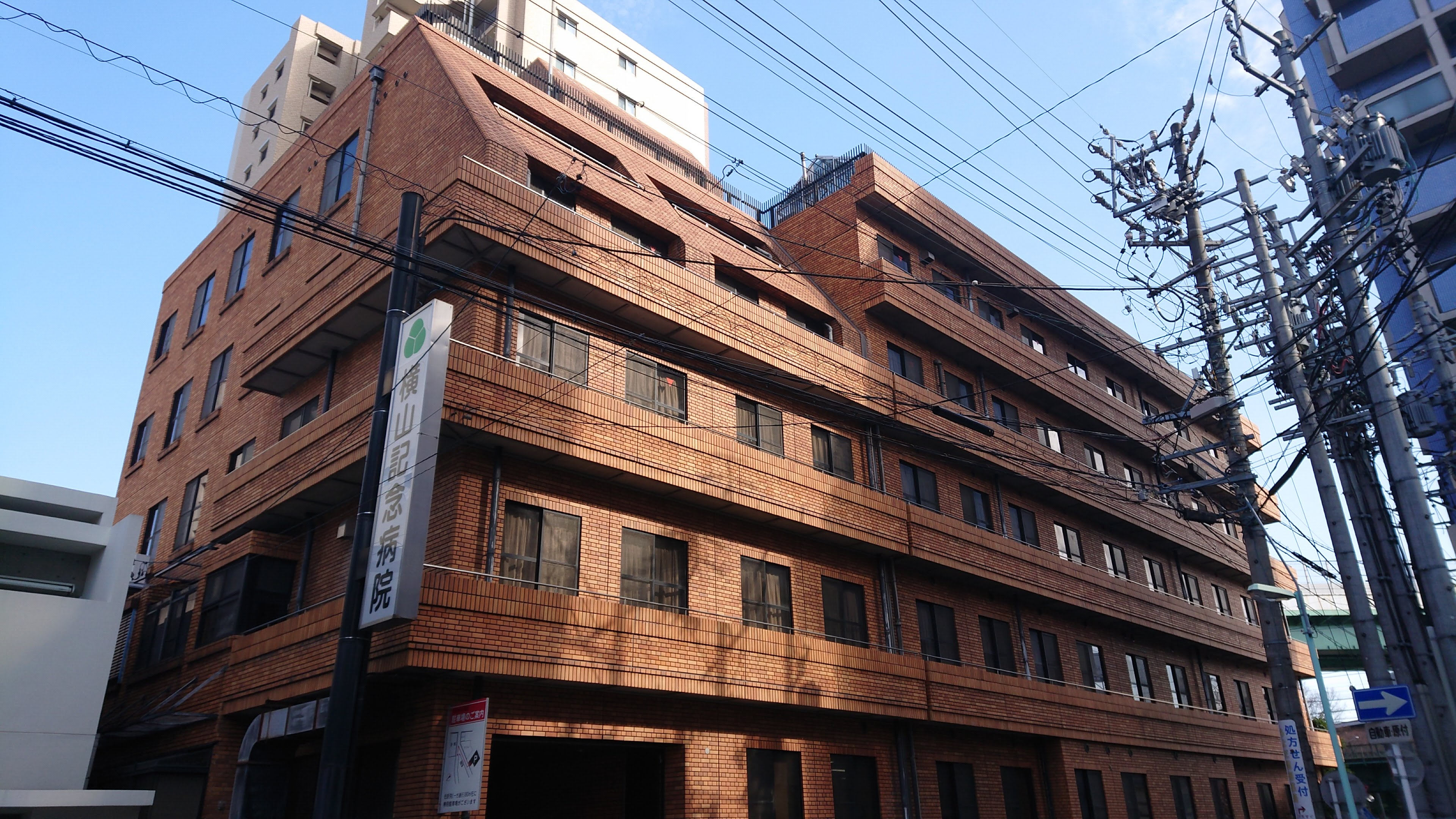
横山記念病院（2019年1月）
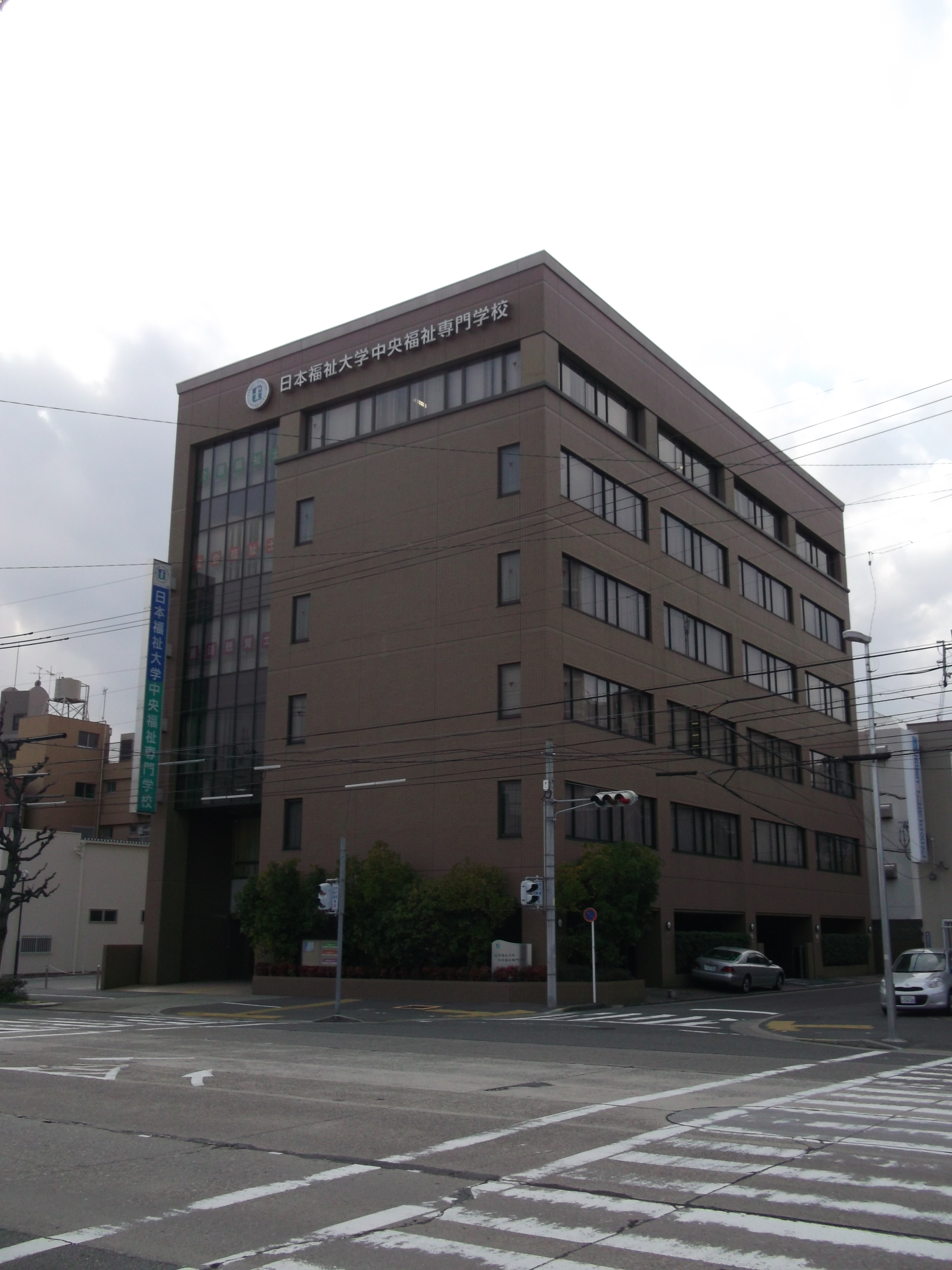
日本福祉大学中央福祉専門学校（2015年3月）

### 四丁目
- 名古屋七本松郵便局[2]
- 千代田南公園

1993年（平成5年）4月1日供用開始。

### 五丁目
- 真宗大谷派光円寺[2]
- 名古屋矯正管区[2]
- 名古屋市勤労婦人会館[2]
- 中部大学名古屋キャンパス跡地・中部大学所有駐車場
- 老松東公園

1956年（昭和31年）10月15日供用開始。
- Heart FM

## その他

### 日本郵便
- 郵便番号 : 460-0012[WEB 3]（集配局：名古屋中郵便局[WEB 14]）。

### WEB
1. 1 2  “愛知県名古屋市中区の町丁・字一覧”.   人口統計ラボ. 2016年2月12日閲覧。
2. 1 2  “町・丁目(大字)別、年齢(10歳階級)別公簿人口(全市・区別)”.   名古屋市 (2019年2月20日). 2019年2月20日閲覧。
3. 1 2  “郵便番号”.  日本郵便. 2019年2月10日閲覧。
4. ↑  “市外局番の一覧”.   総務省. 2019年1月6日閲覧。
5. ↑  名古屋市役所市民経済局地域振興部住民課町名表示係 (2015年10月21日). “中区の町名一覧”.   名古屋市. 2016年1月29日閲覧。
6. ↑  名古屋市役所総務局企画部統計課統計係 (2005年7月1日). “（刊行物）名古屋の町(大字)・丁目別人口 (平成12年国勢調査) 中区” (xls). 2015年10月16日閲覧。
7. ↑  名古屋市役所総務局企画部統計課統計係 (2007年6月27日). “（刊行物）名古屋の町(大字)・丁目別人口 (平成17年国勢調査) (6)中区(第1表から第3表）” (xls). 2015年10月15日閲覧。
8. ↑  名古屋市役所総務局企画部統計課統計係 (2012年4月22日). “（刊行物）名古屋の町(大字)・丁目別人口 (平成22年国勢調査) (6)中区(第1表から第3表）” (xls). 2015年10月15日閲覧。
9. ↑  名古屋市役所総務局企画部統計課統計係 (2016年3月31日). “（刊行物）名古屋の町(大字)・丁目別人口 (平成27年国勢調査) (6)中区(第1表から第3表）” (xls). 2016年7月28日閲覧。
10. ↑  “市立小・中学校の通学区域一覧”.   名古屋市 (2018年11月10日). 2019年1月14日閲覧。
11. ↑  “平成29年度以降の愛知県公立高等学校（全日制課程）入学者選抜における通学区域並びに群及びグループ分け案について”.   愛知県教育委員会 (2015年2月16日). 2019年1月14日閲覧。
12. 1 2 3 4 5  “都市公園の名称、位置及び区域並びに供用開始の期日” (2019年5月1日). 2019年11月3日閲覧。
13. ↑  “市民ランナーと縁の深い○○がテーマの資料館がオープン！”.   名古屋ランニングジャーナル (2017年11月24日). 2017年12月4日閲覧。
14. ↑  郵便番号簿 平成29年度版 - 日本郵便. 2019年02月26日閲覧 (PDF)

### 文献
1. 1 2 3 4 5  名古屋市計画局 1992, p. 787.

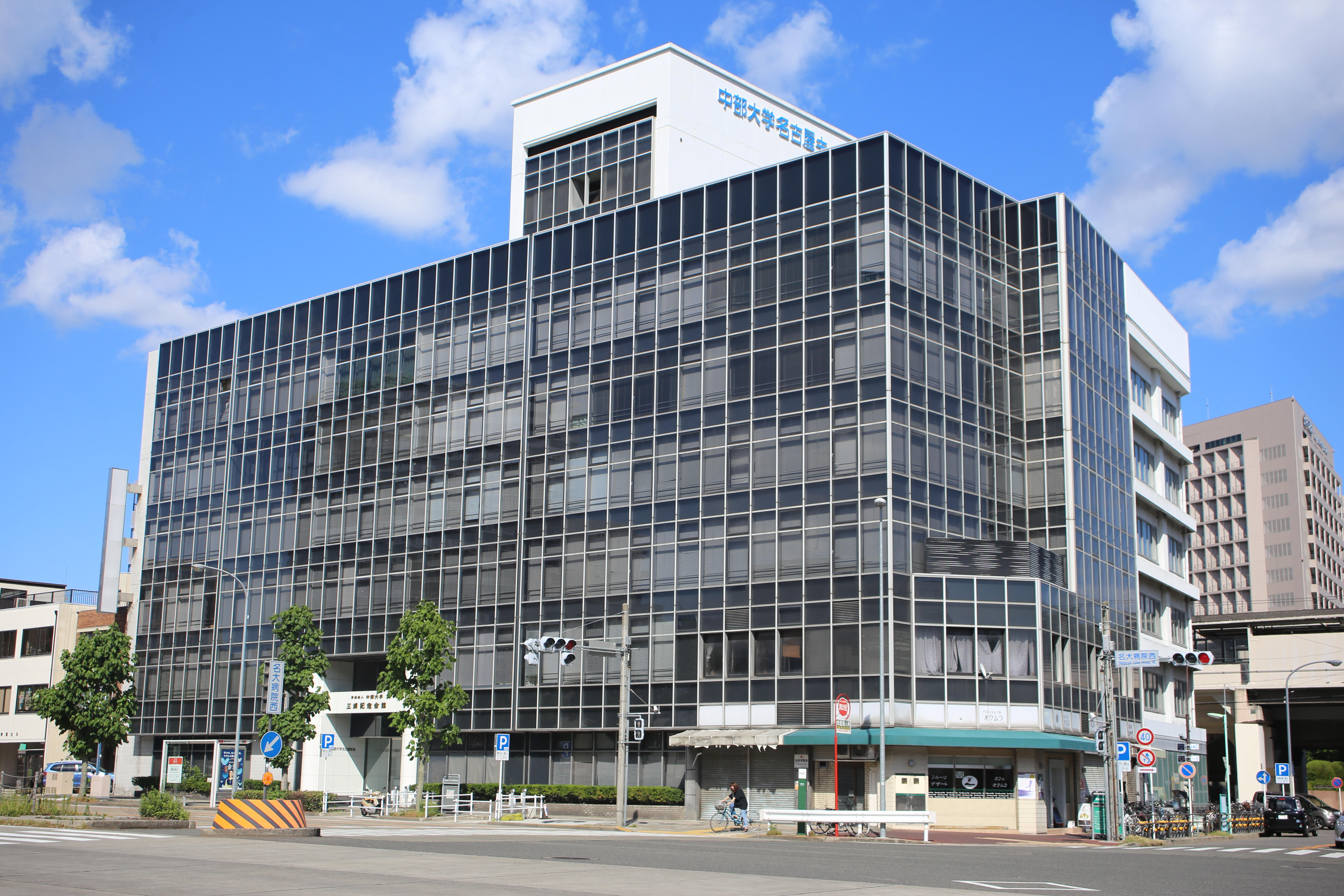
中部大学名古屋キャンパス(解体前)

2. 1 2 3 4 5 6 7 8 9 10 11 12 13 14 15 16 17 18 19 20 21 22 23 24 25 26 27 28  「角川日本地名大辞典」編纂委員会 1989, p. 1480.
3. ↑  名古屋市計画局 1992, p. 316.
4. 1 2  名古屋市総務局統計課 1977, p. 49・50.
5. 1 2  名古屋市総務局統計課 1986, p. 58・60.
6. ↑  名古屋市総務局企画部統計課 1991, p. 32.
7. ↑  名古屋市総務局企画部統計課 1996.
8. 1 2  岡崎信用金庫五十年史編纂委員会 1976, p. 583.

### 統計資料
- 名古屋市総務局統計課 編『昭和51年版 名古屋市統計年鑑』名古屋市、1977年。全国書誌番号:77007026。
- 名古屋市総務局統計課 編『昭和60年国勢調査 名古屋の町・丁目別人口（昭和60年10月1日現在）』名古屋市役所、1986年。
- 名古屋市総務局企画部統計課 編『平成2年国勢調査 名古屋の町（大字）別・年齢別人口（平成2年10月1日現在）』名古屋市役所、1994年。全国書誌番号:94045412。
- 名古屋市総務局企画部統計課 編『平成7年国勢調査 名古屋の町（大字）・丁目別人口（平成7年10月1日現在）』名古屋市役所、1996年。全国書誌番号:96059807。